# Diego Corrientes (película de 1936)
Diego Corrientes es una película española dirigida por Ignacio F. Iquino en 1936, estrenada en el cine Capitol de Barcelona el 19 de abril de 1937.

## Sinopsis
Siglo XVIII. Diego Corrientes (Pedro Terol), famoso bandolero de Sierra Morena, que según el romance es "ese señor de la serranía, el que a los ricos robaba y a los pobres defendía". En su cuadrilla milita "El Renegao" (Jesús Castro Blanco), tipo siniestro que intenta forzar a Rosario (Blanquita Gil), la hija de la marquesa de Fuenteclara, durante el asalto a una diligencia. Diego escolta a las damas hasta su casa de Sevilla y se enamora de la chica. El teniente Bellido (Federico Gandía) también la pretende. Organiza su secuestro con la ayuda de "El Renegao" con la intención de que Diego Corrientes sea acusado del rapto. Mientras tanto, Diego intenta conseguir el indulto para poder casarse con Rosario.

## Comentarios
Una de las primeras intervenciones de Paco Martínez Soria en el cine, cuando aún se presentaba con el seudónimo de "Paquete".
El rodaje de la película quedó interrumpido en julio de 1936 por el estallido de la guerra civil española y su estreno se pospuso hasta abril de 1937. En aquel momento la película fue vituperada por la crítica. 
Las escenas que debían rodarse en Córdoba tuvieron finalmente por escenario la falda del Montjuich.

## Enlaces
- Diego Corrientes en Film Database

- Datos: Q5806012